# ADK Alma-Ata (volleyboll)
Damvolleybollsektionen av ADK Alma-Ata debuterade i högsta serien i Sovjetunionen 1962. Ursprungligen gick klubben under namnet Enbek, men 1963 tog den namnet ADK Alma-Ata efter sin nya sponsor. Under dessa åren nådde klubben inte några större framgångar. Däremot skolade den Nina Smolejeva, en av Sovjetunionens mest framstående volleybollspelare. Från 1970-talet och framåt blev klubben mer framgångsrik. 
De lyckades först vinna sovjetiska mästerskapet 1984 i hård konkurrens med Uralochka Sverdlovsk och vann europacupen 1984-1985. Under Sovjetunionens sista år var laget bland de bästa i landet, även om de inte vann något mer nationellt mästerskap i Sovjetunionen. Däremot vann de cupvinnarecupen tre år i rad (1988-1989, 1989-1990 och 1990-1991). Efter att Kazakstan blivit självständigt vann de tre kazakstanska mästerskap (1993, 1994 och 1996). ADK slutade stödja klubben 1996, vilket medförde att den lades ner.